# Polylepis besseri
Polylepis besseri är en rosväxtart. Polylepis besseri ingår i släktet Polylepis och familjen rosväxter.

## Underarter
Arten delas in i följande underarter:
- P. b. besseri
- P. b. incarum
- P. b. longipedicellata
- P. b. subtusalbida
- P. b. abbreviata

## Bildgalleri

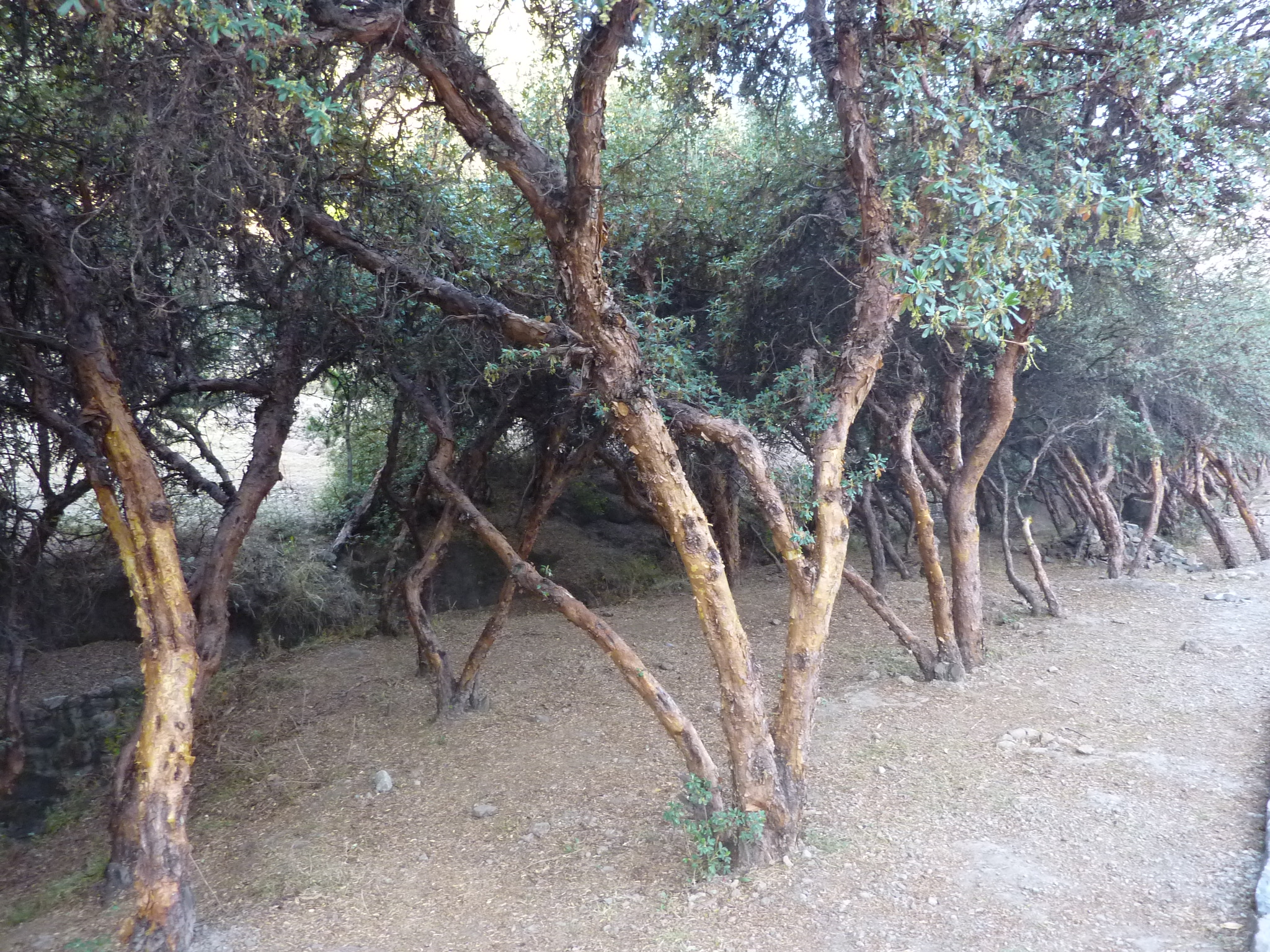